# دیتکتیوفست
جشنواره بین‌المللی فیلم و سریال پلیسی مسکو یا دیتکتیوفست (به روسی: Международный кинотелефестиваль DetectiveFEST) یک جشنوارهٔ سالانه است که به فیلم‌ها و مجموعه‌های پلیسی، کارآگاهی و قضایی اختصاص دارد.
این جشنواره در سال ۱۹۹۹ پایه‌گذاری شد.